# Partido Revolucionario de Unificación Nacional
El Partido Revolucionario de Unificación Nacional (PRUN) fue un partido político mexicano fundado en 1939 por los seguidores del general Juan Andreu Almazán para postular su candidatura a la presidencia de la República. Ideológicamente se identificaba con la derecha política moderada y se oponía totalmente al gobierno izquierdista de Lázaro Cárdenas.

## Historia
El general Almazán había pedido su retiro del servicio activo del Ejército en mayo de 1939 y el mismo se hizo efectivo el 30 de junio de 1939; y el 25 de julio del mismo año presentó ante la opinión pública un documento con el que explicaba su proyecto político y empezaba su campaña electoral. Inmediatamente después un comité comenzó a organizar el nuevo Partido Revolucionario de la Unificación Nacional.
Dicho comité organizador estaba presidido por Gilberto Valenzuela y otros cargos dentro del mismo quedaron en manos de Rubén Salazar Mallén, Melchor Ortega Camarena, Luis N. Morones (que pertenecía para el momento al Partido Laborista Mexicano), Porfirio Jiménez Calleja (del Partido Nacional Agrarista) y Juan Landerreche (del Partido Acción Nacional). 
Muchos miembros del  Partido de la Revolución Mexicana (actual PRI), que estaba en el gobierno en aquella época, abandonaron al partido oficialista para unirse al PRUN y apoyar la candidatura de Almazán, descontentos con la imposición de la candidatura de Manuel Ávila Camacho por parte del presidente Lázaro Cárdenas.
Almazán obtuvo el 5.7% de los votos emitidos. Sin embargo, la elección sufrió de una fuerte serie de violencia política, por lo que los historiadores la consideran como uno de los mayores fraudes electorales de la historia contemporánea de México.